# Протесты в Молдове (2022—2023)
Протесты в Молдове — протесты, организованные бежавшим из страны депутатом и олигархом Иланом Шором и партией «Шор», проходящие в Республике Молдова, начались в 2022 году из-за энергетического кризиса, охватившего республику.

## Ход событий

### 2022 год

#### Сентябрь
18 сентября организаторы сообщили, что около 20 тыс. человек приняли участие в акции протеста в Кишинёве, требуя отставки правительства страны. По оценкам полиции, в акции приняло участие 6500 человек.

#### Октябрь
13 октября власти Республики Молдова приняли решение о запрете митингов, перекрывающих полосы движения, транспортные магистрали или подъездные пути к общественным учреждениям, в будние дни, причём они разрешены только в выходные дни на срок не более четырёх часов. 14 октября несколько человек вышли протестовать в центре столицы против принятых властями мер, по меньшей мере 4 человека были задержаны.
23 октября прошел очередной митинг в Кишинёве. В ходе митинга полиция перекрыла дорогу у площади Великого национального собрания. Митинг отметился жестокостью к протестующим со стороны полиции, были применены чрезмерно насильственные действия к гражданским. Со слов СМИ «Полиция избивала людей дубинками, пока Майя Санду покупала свечки и сухофрукты — там была организована ярмарка с товарами по очень высоким ценам для властей». Председатель Оргеевского района Дину Цуркану заявил о 80 задержанных.

#### Ноябрь
6 ноября акция протеста прошла перед Президентурой в Кишинёве. Требования протестующих — отставка президента и правительства, досрочные выборы в парламент, «прекратить репрессии» и «остановить геноцид народа». Полиция в очередной раз оцепила площадь Великого национального собрания, в свою очередь протестующие собрались у памятника Штефана чел Маре. Подобно октябрьским митингам, полиция действовала крайне жестоко при задержании протестующих. На момент конца митинга организаторы сообщили цифру в 50 000 митингующих, в то время как, по подсчетам МВД, на митинге присутствовало около 1 700 человек.
13 ноября к протестам присоединилась Партия коммунистов Республики Молдова.

#### Декабрь
С 19 декабря в Республике Молдова вступил в силу запрет 6 русскоязычных телеканалов. Премьер-министр Республики Молдова Наталья Гаврилица объяснила это обеспечением безопасности информационного пространства.
15 декабря в эфире телеканала «Primul in Moldova» Илан Шор сообщил что протестное движение взяло паузу, однако пообещал вернуться к «активным и жёстким протестам».

### 2023 год

#### Февраль
2 февраля в Республике Молдова был принят закон, предусматривающий уголовное наказание за сепаратизм, в том числе тюремное заключение. Закон продолжает предусматривать наказания за финансирование и подстрекательство к сепаратизму, заговор против Республики Молдова, сбор и кражу информации, которая может нанести ущерб суверенитету, независимости и целостности страны.
9 февраля президент Украины Владимир Зеленский заявил в Европарламенте, что украинские спецслужбы обнаружили план свержения нынешнего молдавского руководства и замены его пророссийским. Он также заявил, что эти планы были направлены молдавскому правительству. Россия отрицала любые обвинения.
10 февраля премьер-министр и правительство Республики Молдова подали в отставку.
13 февраля Майя Санду объявила о плане России по свержению правительства, возглавляемого партией «Действие и солидарность» (PAS / ПДС). Башкан (глава) Гагаузии Ирина Влах заявила, что «Санду оправдывается, чтобы превратить Молдову в полицейское государство».
16 февраля был приведён к присяге новый кабинет во главе с Дорином Речаном. Новый премьер-министр заявил, что нейтралитет Республики Молдова не защитит страну от какой-либо военной агрессии.
21 февраля президент России Владимир Путин отменил указ, закреплявший суверенитет Республики Молдова в урегулировании приднестровского конфликта. В тот же день премьер-министр Дорин Речан заявил, что Россия пыталась взять под контроль Кишинёвский аэропорт, чтобы привлечь российских и пророссийских диверсантов к перевороту и свержению молдавского правительства.
В феврале депутат партии «Шор» Марина Таубер и вице-председатель партии «Строим Европу дома» (PACE) Денис Рошка сообщили о создании политического формирования «Движение для народа», поддерживаемое партией «Шор». Организаторы намерены собрать 1 миллион подписей в поддержку формирования и потребовать от правительства полностью покрыть расходы бытовых потребителей на коммунальные услуги в период декабрь 2022 — февраль 2023 года.

#### Март
12 марта протестующие, участвующие в акции «Движение для народа» в центре Кишинёва, вынесли ультиматум властям, требуя, чтобы правительство оплатило счета за отопление и электроэнергию за три зимних месяца. Сообщалось о стычках между протестующими и полицией спустя час после начала митинга.
15 марта протестующие заблокировали дороги местного и регионального значения на один день.
Из секретного документа Министерства обороны США, попавшего в сеть следует, что в феврале 2023 года Группа Вагнера участвовала в планировании беспорядков в Молдове. 9 марта в аэропорту Кишинёва был задержан мужчина, идентифицированный как вероятный наёмник группы Вагнера. Полиция Молдовы опубликовала фотографии его татуировок (среди них логотип телеграм-канала Reverse side of the medal, близкого к группе Вагнера) и фотографию с его телефона, на которой изображено несколько людей в военной форме (у одного из них видна нашивка, напоминающая эмблему ЧВК «Вега», у другого — крест, которым награждают наёмников группы Вагнера). Как утверждали власти Молдовы, беспорядки планировалось устроить во время акций протеста в Кишинёве против нового прозападного правительства страны.

## Реакция
Президент Республики Молдова Майя Санду, комментируя протесты, которые произошли у зданий парламента и аппарата президента, подчеркнула, что государство будет уважать право граждан на проведение мирных протестов, однако не допустит провокаций. Она отметила, что правоохранительные органы должны незамедлительно выявить источники незаконного финансирования тех, кто оплачивает участие в протестах, и жёстко пресекать любые проявления агрессии, провокации или дестабилизации. По мнению Санду, её «отставку требуют воры и крупные коррупционеры», которые не желают видеть проведения реформы в сфере юстиции, так как они будут вынуждены вернуть деньги, которые они украли у граждан.
Национальный центр борьбы с коррупцией (НЦБК) Республики Молдова в июле 2022 года сообщил об обысках по делу о незаконном финансировании партии «Шор». Ведомство заявило, что обнаружило свидетельства миллионных расходов, связанных с формированием, которые не были отражены в официальных документах. Согласно информации, предоставленной ведомством, в первой половине этого года партия произвела выплаты на сумму €600 тыс., однако в официальных документах указала лишь расходы в размере 228 тыс. леев (11,5 тыс. евро). Кроме того, было обнаружено, что члены партии получили зарплату в общей сумме 100 тыс. евро, а более 3,5 млн леев (180 тыс. евро) были затрачены на подвоз участников протестов на площади Великого национального собрания. В то же время, официально партия заявила о доходах в размере 1,7 млн леев (87 тыс. евро).
Илан Шор заявил, что его партия оплачивает участников протестов и обратился к властям, оскорбляя их. В видеобращении Шор сообщил, что он вынужден давать людям «деньги на еду и проезд», потому что иначе они не могут протестовать. Это заявление было сделано после того, как стало известно, что Антикоррупционная прокуратура проверяет источники финансирования протестов.
США ввели санкции против бывшего лидера Демократической партии Молдовы (ДПМ) Владимира Плахотнюка и беглого депутата Илана Шора.
В рамках саммита ЕС в Брюсселе 9 февраля, президент Украины Владимир Зеленский сообщил, что передал информацию о «плане России на разрушение политической ситуации в Молдове» президенту Республики Молдова Майе Санду (эту информацию якобы ранее перехватила украинская разведка). Позднее Служба информации и безопасности подтвердила получение информации от украинских спецслужб.

## Критика
По сообщениям СМИ участников протестов в Кишинёв подвозят и за участие дают денежное вознаграждение. Это не скрывает и организатор протестов Илан Шор. Антикоррупционная прокуратура проводит проверку по финансированию протестов, организованных партией «Шор».
Политические обозреватели в Республике Молдова считают, что партия «Шор» проводит дестабилизирующие действия с целью замены проевропейского правительства на пророссийские силы, а также нагнетает обстановку, подстрекая к насилию на протестах. Эксперты также считают, что цель этих действий — усиление недовольства населения властью и провокация досрочных парламентских выборов.